# Jing He
Der Jing He (Pinyin: Jīng Hé) oder Jing-Fluss (chinesisch 泾河), auch Jing Shui (泾水) genannt, ist ein Nebenfluss des Wei He (渭河), der wiederum der größte Nebenfluss des Gelben Flusses ist.
Der Jing He entspringt im Liupan Shan im Autonomen Gebiet Ningxia der Hui und durchfließt die Provinzen Gansu und Shaanxi, wo er im Kreis Gaoling in den Wei He mündet.